# Afro-Nederlanders
Afro-Nederlanders of Zwarte Nederlanders zijn Nederlanders van volledige of gedeeltelijke Sub-Sahara Afrikaanse afkomst. De meerderheid van de Afro-Nederlanders in Nederland zijn Afro-Caraïbisch en afkomstig uit voormalige en huidige Nederlandse overzeese gebieden Suriname en de voormalige Nederlandse Antillen; nu Curaçao, Aruba, Bonaire, Sint Maarten, Sint Eustatius en Saba.
Er is ook een aanzienlijke populatie migranten vanuit  Kaapverdië, Ghana, Nigeria, Somalië, Angola, Eritrea en andere Afrikaanse gemeenschappen van recentere immigranten.